# Lorenz Ritter

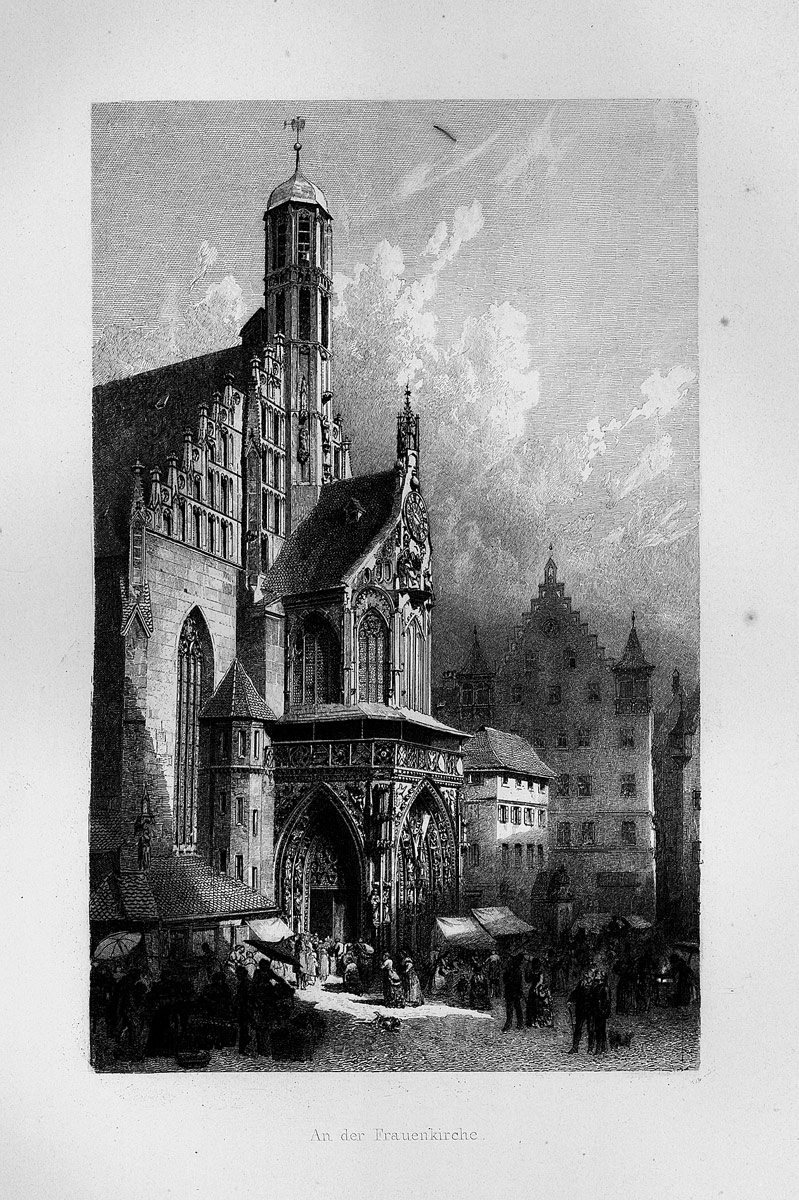
Lorenz Ritter: Frauenkirche (Norimberga)

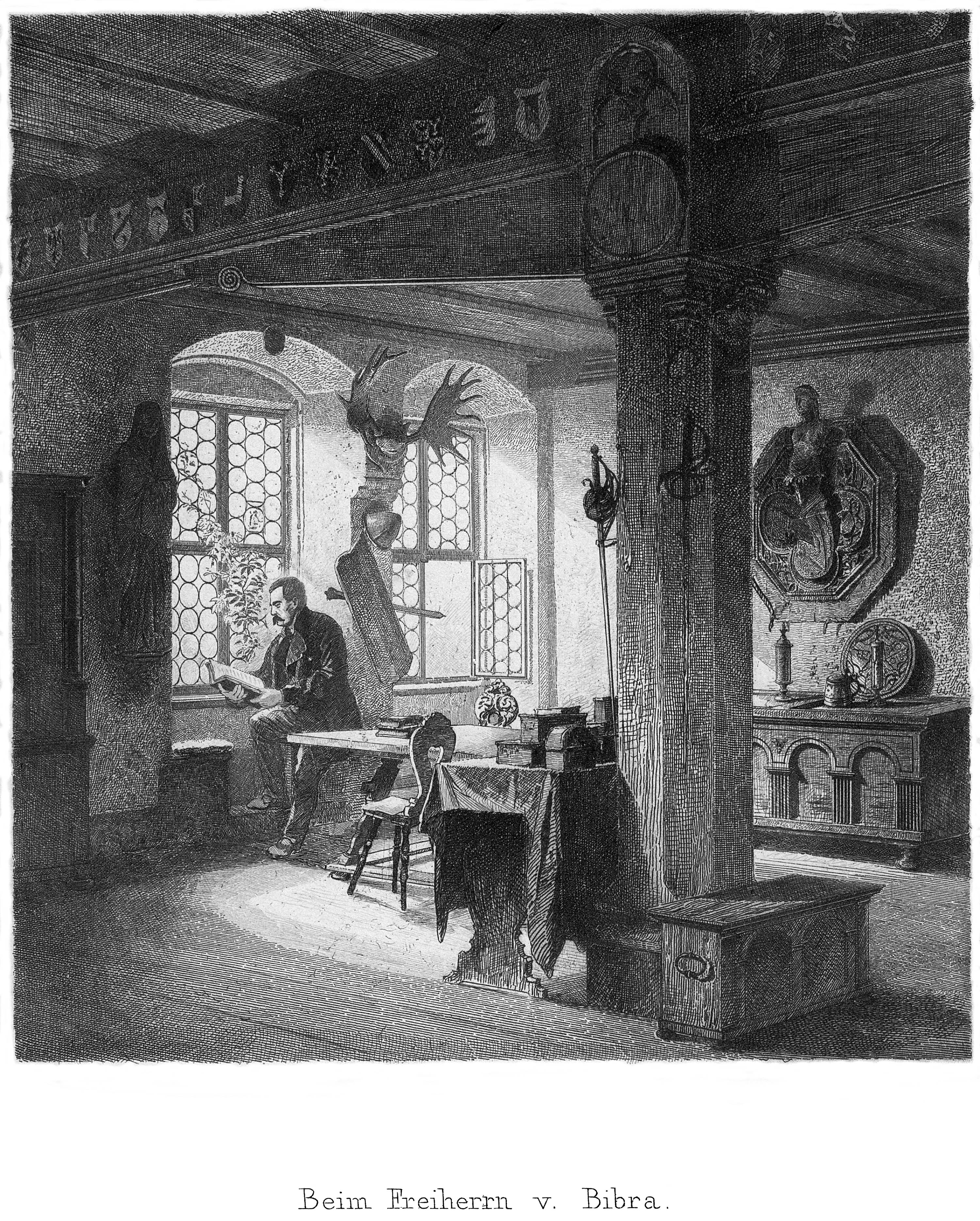
Al barone di Bibra (Ernst von Bibra), Lorenz Ritter

Lorenz Ritter (Norimberga, 24 novembre 1832 – Norimberga, 3 settembre 1921) è stato un pittore e incisore tedesco allievo di Carl Alexander Heideloff.

## Biografia
Lorenz Ritter era il fratello minore del pittore sordo Paul (1829-1907). Studiò pittura e grafica alla Scuola di arti applicate di Norimberga e viaggiò, con suo fratello, in Germania, Francia, Italia e Austria. 
Divenne particolarmente noto per i suoi dipinti architettonici e le sue incisioni dell'antica Norimberga. Le sue opere più famose includono La bella fontana sul mercato principale di Norimberga, La casa del sacramento nella chiesa di san Lorenzo e Die Wöhrdertorbastei; il suo portfolio con incisioni Viste pittoresche da Norimberga (1871-1876) fu ampiamente utilizzato. Insieme a suo cognato, Johann Georg Riegel (1832-1904) anche lui pittore, fondò lo studio grafico Ritter und Riegel. 
Tre dei figli di Lorenz Ritter, Paul il Giovane (1859–1888), Wilhelm (1860–1948) e Fritz (1868–1888), furono anche loro artisti. Lorenz lavorò a stretto contatto con suo fratello Paul finché in vita. 
Nel 2007, quando morì suo fratello Paul, lui e l'intera famiglia di artisti furono onorati, dalla collezione di dipinti e sculture dei musei della città di Norimberga, con una grande mostra al Museo della cultura industriale.